# Izier
Izier är en kommun i departementet Côte-d'Or i regionen Bourgogne-Franche-Comté i östra Frankrike. Kommunen ligger i kantonen Genlis som tillhör arrondissementet Dijon. År 2022 hade Izier 788 invånare.

## Befolkningsutveckling
Antalet invånare i kommunen Izier
Referens:INSEE